# Tarasivka, Velîka Pîsarivka
Tarasivka (în ucraineană Тарасівка) este o comună în raionul Velîka Pîsarivka, regiunea Sumî, Ucraina, formată numai din satul de reședință.

## Demografie
Componența lingvistică a comunei Tarasivka
     Rusă (91,86%)
     Ucraineană (8,03%)
     Alte limbi (0,11%)
Conform recensământului din 2001, majoritatea populației comunei Tarasivka era vorbitoare de rusă (91,86%), existând în minoritate și vorbitori de ucraineană (8,03%).